# J2 League 2017
La J2 League 2017, también conocida como Meiji Yasuda J2 League 2017 por motivos de patrocinio, fue la decimonovena temporada de la J2 League. Contó con la participación de veintidós equipos. El torneo comenzó el 26 de febrero y terminó el 19 de noviembre de 2017.
Los nuevos participantes fueron, por un lado, los equipos descendidos de la J1 League: Nagoya Grampus, que hizo su debut en el campeonato, Shonan Bellmare, que había ascendido en la temporada 2014, y Avispa Fukuoka, cuya última oportunidad en la J2 League había sido en 2015. Por otro lado, el que ascendió de la J3 League: Oita Trinita, quien había descendido en 2015.
El campeón fue Shonan Bellmare, por lo que ascendió a Primera División. Por otra parte, salió subcampeón V-Varen Nagasaki, quien también ganó su derecho a disputar la J1 League. Además, Nagoya Grampus ganó el torneo reducido por el tercer ascenso, de manera tal que se transformó en el último ascendido a la máxima categoría.
En lo que se refiere a descensos, Thespakusatsu Gunma perdió la categoría después de terminar último en la tabla de posiciones y pasó a disputar la J3 League tras estar trece años en la segunda liga japonesa.

## Ascensos y descensos
| Pos  | Descendidos de la J2 League 2016 |
| ---- | -------------------------------- |
| 22.º | Giravanz Kitakyushu              |

| Torneo | Ascendidos a la J2 League 2017 |
| ------ | ------------------------------ |
| J3     | Oita Trinita                   |

| Pos | Ascendidos a la J1 League 2017 |
| --- | ------------------------------ |
| 1.º | Hokkaido Consadole Sapporo     |
| 2.º | Shimizu S-Pulse                |
| 4.º | Cerezo Osaka                   |

| Pos  | Descendidos de la J1 League 2016 |
| ---- | -------------------------------- |
| 16.º | Nagoya Grampus                   |
| 17.º | Shonan Bellmare                  |
| 18.º | Avispa Fukuoka                   |

## Equipos
| Equipo              | Ciudad          | Estadio                             | Capacidad |
| ------------------- | --------------- | ----------------------------------- | --------- |
| Avispa Fukuoka      | Fukuoka         | Estadio Level-5                     | 22 563    |
| Ehime               | Matsuyama       | Estadio Ningineer                   | 11 609    |
| FC Gifu             | Gifu            | Estadio Gifu Nagaragawa             | 31 000    |
| Fagiano Okayama     | Okayama         | Estadio City Light                  | 20 000    |
| JEF United Chiba    | Chiba           | Fukuda Denshi Arena                 | 19 781    |
| Kamatamare Sanuki   | Takamatsu       | Estadio Pikara                      | 30 000    |
| Kyoto Sanga         | Kioto           | Estadio Nishikyogoku                | 20 588    |
| Machida Zelvia      | Machida (Tokio) | Estadio de Atletismo de Machida     | 8900      |
| Matsumoto Yamaga    | Matsumoto       | Estadio de Fútbol de Matsumotodaira | 20 396    |
| Montedio Yamagata   | Yamagata        | Estadio ND Soft Yamagata            | 20 315    |
| Mito HollyHock      | Mito (Ibaraki)  | Estadio K's denki Mito              | 12 000    |
| Nagoya Grampus      | Nagoya          | Estadio Toyota                      | 45 000    |
| Oita Trinita        | Oita            | Oita Bank Dome                      | 40 000    |
| Renofa Yamaguchi    | Yamaguchi       | Estadio Parque Yamaguchi Ishin      | 20 000    |
| Roasso Kumamoto     | Kumamoto        | Estadio Umakana Yokana              | 32 000    |
| Shonan Bellmare     | Hiratsuka       | Estadio Shonan BMW Hiratsuka        | 18 500    |
| Thespakusatsu Gunma | Maebashi        | Estadio Shoda Shoyu Gunma           | 10 050    |
| Tokyo Verdy         | Tokio           | Estadio Ajinomoto                   | 50 000    |
| Tokushima Vortis    | Tokushima       | Estadio Pocarisweat                 | 20 000    |
| V-Varen Nagasaki    | Nagasaki        | Estadio de Atletismo de Nagasaki    | 15 419    |
| Yokohama FC         | Yokohama        | Estadio Mitsuzawa                   | 15 046    |
| Zweigen Kanazawa    | Kanazawa        | Estadio de Atletismo de Ishikawa    | 20 000    |

## Reglamento de juego
El torneo se disputó en un formato de todos contra todos a ida y vuelta, de manera tal que cada equipo debió jugar un partido de local y uno de visitante contra sus otros veintiún contrincantes. Una victoria se puntuaba con tres unidades, mientras que el empate valía un punto y la derrota, ninguno.
Para desempatar se utilizaron los siguientes criterios:
1. Puntos
2. Diferencia de goles
3. Goles anotados
4. Resultados entre los equipos en cuestión
5. Desempate o sorteo

Los dos equipos con más puntos al final del campeonato ascenderían a la J1 League 2018.
El tercer ascenso fue determinado por un torneo reducido de dos rondas entre los equipos ubicados de la 3.ª a la 6.ª posición. En las semifinales jugarían el tercero contra el sexto por un lado y el cuarto contra el quinto por el otro; el mejor clasificado en la temporada sería local. En caso de empate en los 90 minutos, el club con mejor colocación en la J2 League avanzaría de ronda. La final tendría lugar en el Estadio Toyota, y el ganador ascendería a la J1 League 2018.
El último de la tabla de posiciones descendería automáticamente a la J3 League 2018, mientras que se jugarían dos partidos de promoción entre el penúltimo de la segunda división y el subcampeón de la J3 League 2017.

## Tabla de posiciones
| Pos. | Equipo              | Pts. | PJ | G  | E  | P  | GF | GC | Dif. | Ascenso o descenso                            |
| ---- | ------------------- | ---- | -- | -- | -- | -- | -- | -- | ---- | --------------------------------------------- |
| 1    | Shonan Bellmare (C) | 83   | 42 | 24 | 11 | 7  | 58 | 36 | +22  | Ascendido a J1 League 2018                    |
| 2    | V-Varen Nagasaki    | 80   | 42 | 24 | 8  | 10 | 59 | 41 | +18  | Ascendido a J1 League 2018                    |
| 3    | Nagoya Grampus      | 75   | 42 | 23 | 6  | 13 | 85 | 65 | +20  | Reducido por el 3.er ascenso a J1 League 2018 |
| 4    | Avispa Fukuoka      | 74   | 42 | 21 | 11 | 10 | 54 | 36 | +18  | Reducido por el 3.er ascenso a J1 League 2018 |
| 5    | Tokyo Verdy         | 70   | 42 | 20 | 10 | 12 | 64 | 49 | +15  | Reducido por el 3.er ascenso a J1 League 2018 |
| 6    | JEF United Chiba    | 68   | 42 | 20 | 8  | 14 | 70 | 58 | +12  | Reducido por el 3.er ascenso a J1 League 2018 |
| 7    | Tokushima Vortis    | 67   | 42 | 18 | 13 | 11 | 71 | 45 | +26  |                                               |
| 8    | Matsumoto Yamaga    | 66   | 42 | 19 | 9  | 14 | 61 | 45 | +16  |                                               |
| 9    | Oita Trinita        | 64   | 42 | 17 | 13 | 12 | 58 | 50 | +8   |                                               |
| 10   | Yokohama F.C.       | 63   | 42 | 17 | 12 | 13 | 60 | 49 | +11  |                                               |
| 11   | Montedio Yamagata   | 59   | 42 | 14 | 17 | 11 | 45 | 47 | −2   |                                               |
| 12   | Kyoto Sanga         | 57   | 42 | 14 | 15 | 13 | 55 | 47 | +8   |                                               |
| 13   | Fagiano Okayama     | 55   | 42 | 13 | 16 | 13 | 44 | 49 | −5   |                                               |
| 14   | Mito HollyHock      | 54   | 42 | 14 | 12 | 16 | 45 | 48 | −3   |                                               |
| 15   | Ehime F.C.          | 51   | 42 | 14 | 9  | 19 | 54 | 68 | −14  |                                               |
| 16   | Machida Zelvia      | 50   | 42 | 11 | 17 | 14 | 53 | 53 | 0    |                                               |
| 17   | Zweigen Kanazawa    | 49   | 42 | 13 | 10 | 19 | 49 | 67 | −18  |                                               |
| 18   | F.C. Gifu           | 46   | 42 | 11 | 13 | 18 | 56 | 68 | −12  |                                               |
| 19   | Kamatamare Sanuki   | 38   | 42 | 8  | 14 | 20 | 41 | 61 | −20  |                                               |
| 20   | Renofa Yamaguchi    | 38   | 42 | 11 | 5  | 26 | 48 | 69 | −21  |                                               |
| 21   | Roasso Kumamoto     | 37   | 42 | 9  | 10 | 23 | 36 | 59 | −23  |                                               |
| 22   | Thespakusatsu Gunma | 20   | 42 | 5  | 5  | 32 | 32 | 88 | −56  | Descendido a J3 League 2018                   |

 Fuente: J. League Data Site: 2017 MEIJI YASUDA J2 LEAGUE League table
Criterios de clasificación: 1) puntos; 2) diferencia de goles; 3) número de goles marcados; 4) resultados entre los equipos en cuestión.

## Torneo reducido por el tercer ascenso

### Cuadro de desarrollo
|  | Semifinales | Semifinales      | Semifinales |                |   | Final          | Final | Final |  |
|  |             |                  |             |                |   |                |       |       |  |
|  |             |                  |             |                |   |                |       |       |  |
|  | 3           | Nagoya Grampus   | 4           |                |   |                |       |       |  |
|  | 3           | Nagoya Grampus   | 4           |                |   |                |       |       |  |
|  | 6           | JEF United Chiba | 2           |                |   |                |       |       |  |
|  | 6           | JEF United Chiba | 2           |                | 3 | Nagoya Grampus | 0     |       |  |
|  |             |                  |             |                | 3 | Nagoya Grampus | 0     |       |  |
|  |             |                  | 4           | Avispa Fukuoka | 0 |                |       |       |  |
|  | 4           | Avispa Fukuoka   | 4           | Avispa Fukuoka | 0 | 1              |       |       |  |
|  | 4           | Avispa Fukuoka   |             |                |   | 1              |       |       |  |
|  | 5           | Tokyo Verdy      | 0           |                |   |                |       |       |  |
|  | 5           | Tokyo Verdy      | 0           |                |   |                |       |       |  |
|  |             |                  |             |                |   |                |       |       |  |

### Semifinales
| 26 de noviembre de 2017, 16:03 (UTC+9) | Nagoya Grampus                               | 4:2 (0:1) | JEF United Chiba           | Estadio Atlético Mizuho, Nagoya                                |                                                                |
|                                        | Taguchi 61' · Simović 66', 86', 90+6' (pen.) | Reporte   | Larrivey 45+2', 90' (pen.) | Asistencia: 18.350 espectadores Árbitro(s): Nobutsugu Murakami | Asistencia: 18.350 espectadores Árbitro(s): Nobutsugu Murakami |

| 26 de noviembre de 2017, 13:03 (UTC+9) | Avispa Fukuoka | 1:0 (1:0) | Tokyo Verdy | Estadio Umakana Yokana, Kumamoto                        |                                                         |
|                                        | Yamase 14'     | Reporte   |             | Asistencia: 9.019 espectadores Árbitro(s): Itaru Hirose | Asistencia: 9.019 espectadores Árbitro(s): Itaru Hirose |

### Final
| 3 de diciembre de 2017, 16:00 (UTC+9) | Nagoya Grampus | 0:0     | Avispa Fukuoka | Estadio Toyota, Toyota                                      |                                                             |
|                                       |                | Reporte |                | Asistencia: 37.959 espectadores Árbitro(s): Hiroyuki Kimura | Asistencia: 37.959 espectadores Árbitro(s): Hiroyuki Kimura |

Nagoya Grampus se transformó en el tercer ascendido a la J1 League 2018.

## Campeón
|                                    |
|                                    |
| Campeón Shonan Bellmare 2.º título |

## Máximos goleadores
| Pos | Futbolista        | Club             | Goles |
| --- | ----------------- | ---------------- | ----- |
| 1   | Ibba Laajab       | Yokohama F.C.    | 25    |
| 2   | Daiki Watari      | Tokushima Vortis | 23    |
| 3   | Joaquín Larrivey  | JEF United Chiba | 19    |
| 3   | Hiroyuki Takasaki | Matsumoto Yamaga | 19    |
| 3   | Wellington        | Avispa Fukuoka   | 19    |
| 6   | Douglas Vieira    | Tokyo Verdy      | 18    |
| 6   | Robin Simović     | Nagoya Grampus   | 18    |
| 8   | Alan Pinheiro     | Tokyo Verdy      | 17    |
| 8   | Yūsuke Gotō       | Oita Trinita     | 17    |
| 10  | Kōichi Satō       | Zweigen Kanazawa | 16    |